# Сулимы (Зеньковский район)
Сулимы (укр. Сулими) — село,
Загруновский сельский совет,
Зеньковский район,
Полтавская область,
Украина.
Код КОАТУУ — 5321382003. Население по переписи 2022 года составляло 45 человек.

## Географическое положение
Село Сулимы находится на расстоянии до 2-х км от сёл Цветово и Величково (Шишацкий район).
По селу протекает пересыхающий ручей с запрудой.

## История
- 1880 — дата основания.